# 茨城県道6号水戸那珂湊線
茨城県道6号水戸那珂湊線（いばらきけんどう6ごう みと なかみなとせん）は、茨城県水戸市から同県ひたちなか市に至る県道（主要地方道）である。

## 概要
水戸市のJR水戸駅北口前を起点に、国道51号と国道245号の一般国道2路線と重複して那珂川（湊大橋）を渡り、ひたちなか市（那珂湊地区）を結ぶ主要幹線道路。水戸市側にあたる路線の西半分は国道と重複し、ひたちなか市側の東半分は、ひたちなか市内で完結する単独区間となる。この単独区間は、ひたちなか市田中後で国道245号より分岐して那珂湊駅前を通り、太平洋岸沿に沿って北上し常陸那珂港ICで終点となる。ただし、ひたちなか市磯崎町の茨城県道265号磯崎港線交点から同市阿字ヶ浦町の茨城県道247号常陸海浜公園線交点までの区間は、県道の道路区域指定がなされていないため分断区間となっている。路線名の「那珂湊」は、「平成の大合併」以前のひたちなか市の旧自治体のひとつであった那珂湊市が由来である。

### 路線データ
- 起点：水戸市宮町1丁目22番の57（国道50号終点・国道51号終点・国道124号終点〈水戸駅前交差点〉）[1]
- 終点：ひたちなか市阿字ヶ浦町字千駄切552番11地先（茨城県道57号常陸那珂港南線・茨城県道62号常陸那珂港山方線交点）[2]
- 総延長：22.263 km[3]
- 重用延長：12.329 km[3]
- 未供用延長：なし[3]
- 実延長：9.934 km[3]
- 自動車交通不能区間延長[注釈 1]：なし[3]

## 歴史
1954年（昭和29年）1月に建設省（当時）で主要地方道を指定する告示が出されたのを受け、1954年（昭和29年）9月1日、茨城県で道路法（昭和27年6月10日法律第180号）第7条の規定に基き主要地方道を一次認定した23路線の内の一つで、起点を水戸市、終点を那珂湊市とする路線が県道水戸那珂湊線である。1995年（平成7年）に整理番号6となり現在に至る。

### 年表
- 1954年（昭和29年）9月1日：県道水戸那珂湊線（整理番号16）として路線認定[4]。
- 1960年（昭和35年）12月14日：水戸市柵町2丁目1級国道6号線分岐 - 那珂湊市平磯町が供用開始される[5]。
- 1970年（昭和45年）
  - 3月5日：那珂湊市字国神前交差点（国道245号交点） - 湊本町が国道245号の新道として開通[6]。
  - 12月24日
    - 那珂湊市の国道245号交点から湊本町までの道路区域が、現在の現道ルートに変更される[7]。
    - 国道245号および県道水戸那珂湊線ルート変更に伴い、県道那珂湊停車場線（那珂湊停車場 - 一般国道245号交点）を路線廃止[8]。
- 1971年（昭和46年）11月17日：水戸市内の国道51号、水戸市宮町1丁目（起点・水戸駅前） - 水戸市根積町（現：城南3丁目交差点）の新道開通に合わせ、同区間の国道重複区間に経路を変更[1]。
- 1978年（昭和53年）11月27日：那珂湊市平磯区間の都市計画事業化（水戸勝田都市計画道路 3・4・52号 那珂湊海岸線）[9]。
- 1983年（昭和58年）
  - 4月14日：常陸那珂港区間の都市計画事業化（水戸勝田都市計画道路 3・1・109号 水戸那珂湊線）[10]。
  - 12月27日：道路延伸区間のうち一部区域（那珂湊市平磯町から磯崎町まで延長4.106 km 、那珂湊市阿字ケ浦の1.966 km）が決定する[11]。
- 1991年（平成3年）7月6日：那珂湊市殿山町2丁目 - 同市平磯町の海岸側のバイパス (2.168 km) が開通[12]。
- 1993年（平成5年）5月11日：建設省から、県道水戸那珂湊線が水戸那珂湊線として主要地方道に指定される[13]。
- 1995年（平成7年）3月30日：整理番号18から現在の番号（整理番号6）に変更される[14]。
- 1998年（平成10年）12月17日：常陸那珂港ICと接続される、ひたちなか市阿字ヶ浦の道路区間が開通する（延長1.910 km）[15]。
- 1999年（平成11年）7月21日：ひたちなか市田中後地内（国道245号交点）のバイパス（約0.4 km）が開通する [16]。
- 2000年（平成12年）4月1日：ひたちなか市阿字ヶ浦町の一部区間を、通行する車両の最大重量限度25トンの道路に指定[17]。
- 2001年（平成13年）3月1日：ひたちなか市田中後 - 同市湊本町間を、通行する車両の最大重量限度25トンの道路に指定[18]。
- 2004年（平成16年）3月22日：ひたちなか市峯後 - 同市湊本町間を、通行する車両の高さの最高限度4.1 mの道路に指定[19]。
- 2007年（平成19年）4月12日：ひたちなか市田中後 - 同市釈迦町間を電線共同溝を整備すべき道路に指定[20]。
- 2023年（令和5年）6月8日：ひたちなか市磯崎町字磯崎町 - ひたちなか市阿字ヶ浦町にバイパスの一部区間（160 m）を新設する道路区域を指定[21]。
- 2024年（令和6年）5月27日：ひたちなか市磯崎町 - 同市阿字ヶ浦町のバイパス区間を720 mに延伸する道路区域を指定[22]。

## 路線状況
道路法の規定に基づき、ひたちなか市峰後（国道245号交差） - 同市平磯町（一般県道中根平磯磯崎線交差）間および、同市磯崎町（磯崎漁港） - 同市平磯町（一般県道磯崎港線接続）間は、緊急輸送道路として機能を維持するため、災害発生時の被害拡大防止を目的に道路用地内に電柱を建てることが制限されている。

### 重複区間
- 国道51号・国道124号・国道245号・茨城県道2号水戸鉾田佐原線（水戸市三の丸の国道51号終点 - 水戸市塩崎町 塩崎交差点の区間：約9 km）
- 国道245号（水戸市塩崎町 塩崎交差点 - ひたちなか市田中後の県道38号交点までの区間：約3 km）
- 茨城県道108号那珂湊大洗線（ひたちなか市湊本町地内の湊本町交差点 - 五丁目交差点の区間：約0.08 km）
- 茨城県道176号中根平磯磯崎線（ひたちなか市平磯町の交点 - 同市磯崎町 茨城県道265号磯崎港線交点の区間：約2.9 km）

## 地理

### 通過する自治体
- 水戸市
- ひたちなか市

### 交差する道路

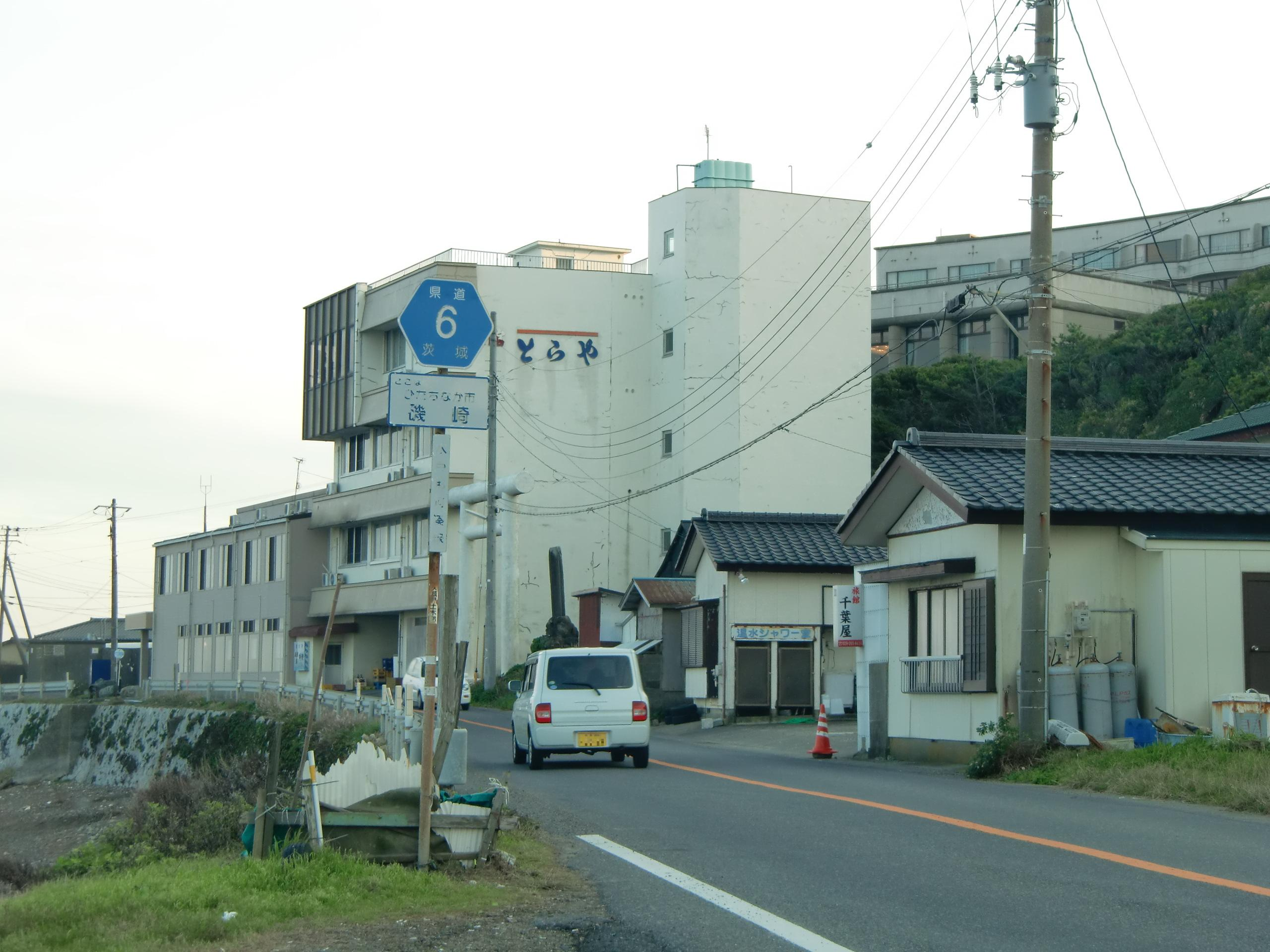
ひたちなか市磯崎町（2010年11月）

- 国道50号・茨城県道50号水戸神栖線（水戸市三の丸1丁目、起点・国道51号ほか起終点）
- 茨城県道232号市毛水戸線（水戸市三の丸2丁目・三の丸1丁目交差点）
- 茨城県道180号長岡水戸線（水戸市柳町1丁目）
- 茨城県道179号中石崎水戸線（水戸市東台1丁目）
- 茨城県道174号小泉水戸線・茨城県道253号水戸枝川線（水戸市東桜川）
- 国道6号（水戸市渋井町）
- 東水戸道路水戸大洗IC（水戸市大串町）
- 国道51号・国道245号・茨城県道・千葉県道2号水戸鉾田佐原線・茨城県道40号内原塩崎線（水戸市塩崎町）
- 茨城県道174号小泉水戸線（水戸市小泉町）
- 国道245号・茨城県道38号那珂湊那珂線（ひたちなか市田中後）【北緯36度20分55.7秒 東経140度34分49.0秒 / 北緯36.348806度 東経140.580278度】
- 茨城県道108号那珂湊大洗線（ひたちなか市湊本町）
- 茨城県道176号中根平磯磯崎線（ひたちなか市平磯町）
- 茨城県道265号磯崎港線（ひたちなか市磯崎町）
- 茨城県道247号常陸海浜公園線（ひたちなか市阿字ヶ浦町）
- 茨城県道57号常陸那珂港南線・茨城県道62号常陸那珂港山方線（終点）

### 沿線
- ひたちなか海浜鉄道那珂湊駅（ひたちなか市釈迦町）
- 旧平磯漁港（ひたちなか市平磯町）
- 磯崎漁港（ひたちなか市磯崎町）
- 酒列磯前神社（ひたちなか市磯崎町）
- 阿字ヶ浦海水浴場（ひたちなか市阿字ヶ浦町）
- 常陸那珂港